# Blenika, Kărdjali
Blenika (în bulgară Бленика) este un sat în comuna Kărdjali, regiunea Kărdjali,  Bulgaria. 

## Demografie
Componența etnică a satului Blenika
     Turci (97,89%)
     Nicio identificare (2,1%)
     Altele (0%)
La recensământul din 2011, populația satului Blenika era de 190 locuitori. Din punct de vedere etnic, majoritatea locuitorilor (97,89%) erau turci. Pentru 2,1% din locuitori nu este cunoscută apartenența etnică.